# Neyagawa (stad)
Neyagawa (Japans: 寝屋川市, Neyagawa-shi) is een stad in de Japanse prefectuur Osaka. De stad telde op 1 mei 2010 238.100 inwoners. De bevolkingsdichtheid bedraagt 9630 inw./km². De oppervlakte van de stad is 24,73 km².

## Geschiedenis
Het dorp Neyagawa kreeg op 1 april 1943 na de samenvoeging met een aantal dorpen het statuut van gemeente (町,chō). Neyagawa werd op 3 mei 1951 een stad (shi).
Op 1 april 2001 werd Neyagawa een speciale stad.

## Geografie
Neyagawa wordt begrensd door de steden Moriguchi, Settsu, Takatsuki, Katano, Hirakata, Kadoma, Daito en Shijonawate. Zowel de rivier Yodo als de Neya stromen door het gebied. Neyagawa is vernoemd naar de rivier Neya, in het Japans voluit Neyagawa oftewel de Neya-rivier.

## Verkeer en vervoer

### Treinen
- Keihan
  - Keihan-lijn: stations Kayashima, Neyagawashi en Kōrien
- JR West
  - Gakkentoshi-lijn: station Higashi-Neyagawa

### Wegen
- Autoweg 1
- Autoweg 163
- Autoweg 170

## Stedenband
Neyagawa heeft een stedenband met
- Susami, Wakayama, Japan - sinds 1976
- Mimasaka, Okayama, Japan - sinds 1991 (met de voormalige stad Ohara)
- Newport News, Virginia, Verenigde Staten - sinds 1982
- Oakville, Ontario, Canada - sinds 1984
- Luwan, Shanghai, China - sinds 1994